# Nina Bang

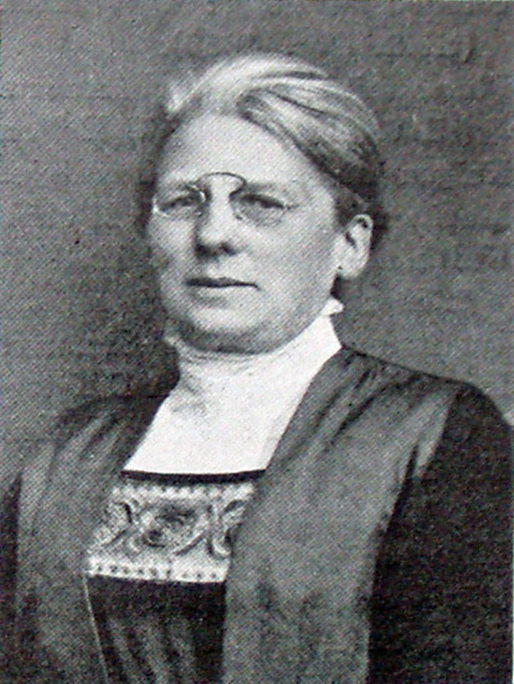
Nina Bang (1927)

Nina Henriette Wendeline Ellinger Bang (* 6. Oktober 1866 in Kopenhagen; † 25. März 1928 ebenda) war eine dänische sozialdemokratische Politikerin und die erste weibliche Ministerin Dänemarks.

## Leben und politische Karriere
Nina Ellinger war die Tochter des konservativen Musikdirektors (Stabshornist) und Kriegsrats Ellinger. Sie studierte Geschichte und beendete 1894 ihr Studium. 1895 heiratete sie den Historiker Gustav Bang, der 1915 verstarb. Schon als Studentin schloss sie sich der sozialdemokratischen Partei an. Sie war von 1903 bis 1928 Mitglied des Parteivorstandes im Sozialdemokratischen Verband und ab 1918 Mitglied des Landsting, der ersten Kammer des Reichstags. Nina Bang arbeitete als Journalistin bei dem Hauptorgan der dänischen Sozialdemokratie „Social-Demokraten“, wo sie politische, historische und volkswirtschaftliche Themen bearbeitet; u. a. schrieb sie eine Biographie über Karl Marx („Karl Marx, sein Leben und Wirken“). Von 1913 bis 1918 war sie Stadtverordnete in Kopenhagen, und vom 23. April 1924 bis zum 14. Dezember 1926 Ministerin für Unterricht im Kabinett von Thorvald Stauning und führte eine Schulreform durch. In den letzten Jahren ihres Lebens widmete sie sich einer historisch-ökonomischen Arbeit; einer Untersuchung über den Umfang und die Wirkung des Öresund-Zolles („Tabellen über die Schifffahrt und den Warentransport durch den Oeresund 1497 bis 1660“). 1928 starb sie an einem Herzleiden.